# Segismundo Morey
 (mars 2023).
Si vous disposez d'ouvrages ou d'articles de référence ou si vous connaissez des sites web de qualité traitant du thème abordé ici, merci de compléter l'article en donnant les références utiles à sa vérifiabilité et en les liant à la section « Notes et références ».
Pour les articles homonymes, voir Morey (homonymie).
Segismundo ou Segimon Morey de Sant Martí i Andreu, né à Palma de Majorque le 23 novembre 1794 et mort à Manacor (Majorque) le 15 octobre 1864, est un général de brigade de l'armée espagnole en lutte contre Napoléon Bonaparte.

## Biographie
Il est le second enfant de Jaume Morey de Sant Marti y Piza, capitaine de milices provinciales et de Maria Andreu y Odé de la Tour ; l'un et l'autre sont tenus pour nobles dans leur région. Il passe en 1807 son examen d'entrée à l'École d'Artillerie de Ségovie ; les évènements le conduisent à combattre l'envahisseur étranger dans le secteur de Cuenca et de Cadix, jusqu'à pénétrer en territoire portugais. En 1812, il est fait prisonnier par les Français et conduit en France d'où il s'échappe vers l'Angleterre, alliée des rebelles espagnols.
La chute de l'empereur et du roi fantoche Joseph Bonaparte accélèrent encore sa carrière d'officier supérieur. En 1815, il est déjà colonel. De 1832 à 1839, il occupe la place de Gouverneur du Château de Rosas. De 1839 à 1840, il est gouverneur militaire de l'île d'Ibiza. En 1843 il devient brigadier ou général de brigade. Il est nommé chef du quartier général de l'armée espagnole en Catalogne et prend part à la mise au pas des révoltes survenues à Barcelone à cette époque. Titulaire de la Médaille Militaire de Saint Hermenegildo, il prend en 1857 sa retraite dans son île natale.
Le 5 décembre 1820, il épouse à la Paroisse Saint Jacques de Palma de Majorque Maria Francisca Montaner, fille d'un commandant de Volontaires royalistes — conseiller à vie de la municipalité de Palma de Majorque —, Baltasar Montaner et de Dame Magdalena Socias de Fangar, héritière d'une ancienne famille de la campagne de Majorque.
Les fils et le petit-fils du couple, prénommés aussi Segismundo ou Segismon furent militaires dans l'armée espagnole.